# Фёдоровская (Краснодарский край)
Фёдоровская — станица в Абинском районе Краснодарского края России. Административный центр Фёдоровского сельского поселения.

## Географическое положение
Станица расположена в 45 км на северо-восток от Абинска и в 62 км на запад от Краснодара. На левом берегу реки Кубань, граничит с Северским и Красноармейским районами.

## История
Селение Фёдоровское утверждено в 1891 году из крестьянских хуторов, поселённых до 1889 года. Согласно энциклопедическому словарю Брокгауза и Ефрона в конце XIX века в селе Федоровское Темрюкского отделения Кубанской области проживало 4983 жителей, основными занятиями которых были земледелие, скотоводство и овцеводство.
Тем не менее, существует Карта Стрельбицкого 1871 года  (под редакцией Генер. Штаба Полковн. Стрельбицкаго, издана в 1871-1873 годах)  и карта Карта Кавказского края 1877 года  (издание Кавказского Военно-топографического отдела 1869-1892 годов), с уже нанесенными на них населенными пунктами Федоровка  и Федоровское  соответственно. Это дает основание полагать, что поселение старше как минимум на 20 лет.
Информация о том, что Фёдоровская волость, бывшее так называемое «Колено», названа по имени Фёдора Ильича Коровянского, который пожертвовал большую сумму денег на организацию волости и постройку церкви, не соответствует истине, так как не подтверждено никакими документами.
Населённый пункт преобразован в станицу не позже 1938 года.

## Население
| 2002 | 2010  |
| ---- | ----- |
| 2050 | ↗2081 |

## Инфраструктура
В станице есть школа, детский сад, Дом культуры, школа искусств, библиотека, кафе, стадион, продуктовые и хозяйственные магазины, МФЦ, БТИ, почта, сбербанк, такси, дневной стационар и поликлиника.
Автобусное сообщение с городам Абинск, с Краснодаром отсутствует.

## Уличная сеть
- пер. Восточный,
- пер. Набережный,
- пер. Тихий,
- ул. 40 лет Победы,
- ул. Буденного,
- ул. Восточная,
- ул. Гагарина,
- ул. Западная,
- ул. Карасунская,
- ул. Колхозная,
- ул. Короткая,
- ул. Красная,
- ул. Ленина,
- ул. Международная,
- ул. Мира,
- ул. Набережная,
- ул. Первомайская,
- ул. Почтовая,
- ул. Прикубанская,
- ул. Пролетарская,
- ул. Советская,
- ул. Степная,
- ул. Строительная,
- ул. Суворова,
- ул. Тихая,
- ул. Фрунзе,
- ул. Центральная,
- ул. Школьная,
- ул. Южная[11].

## Образование
- МБОУ СОШ №12